# St. Johannis (Lüneburg)

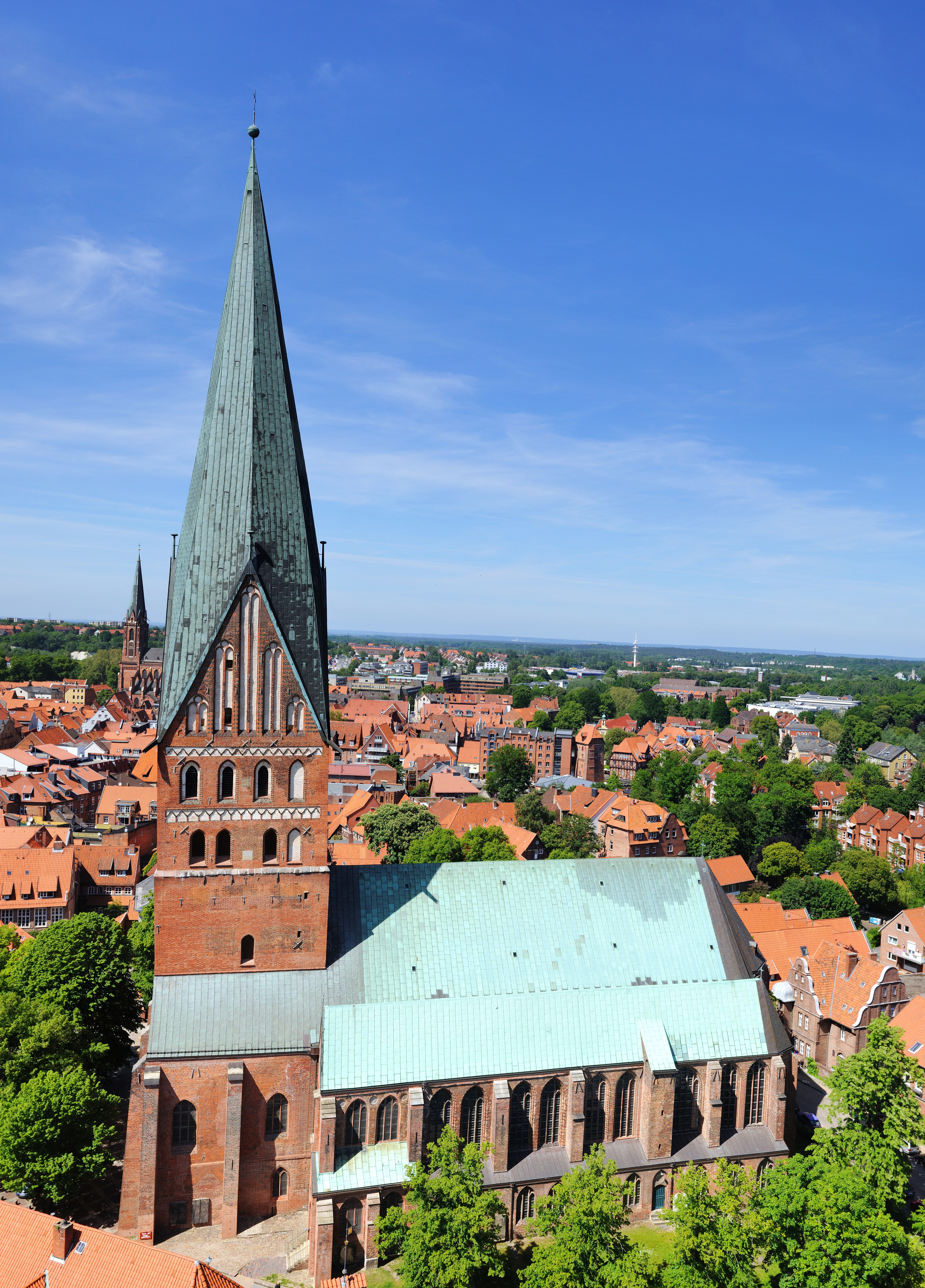
St. Johannis in Lüneburg

Die evangelisch-lutherische Hauptkirche St. Johannis ist die älteste Kirche der Hansestadt Lüneburg. Sie liegt an dem Platz Am Sande im Stadtzentrum und gilt als bedeutendes Bauwerk der norddeutschen Backsteingotik.

## Außenbau

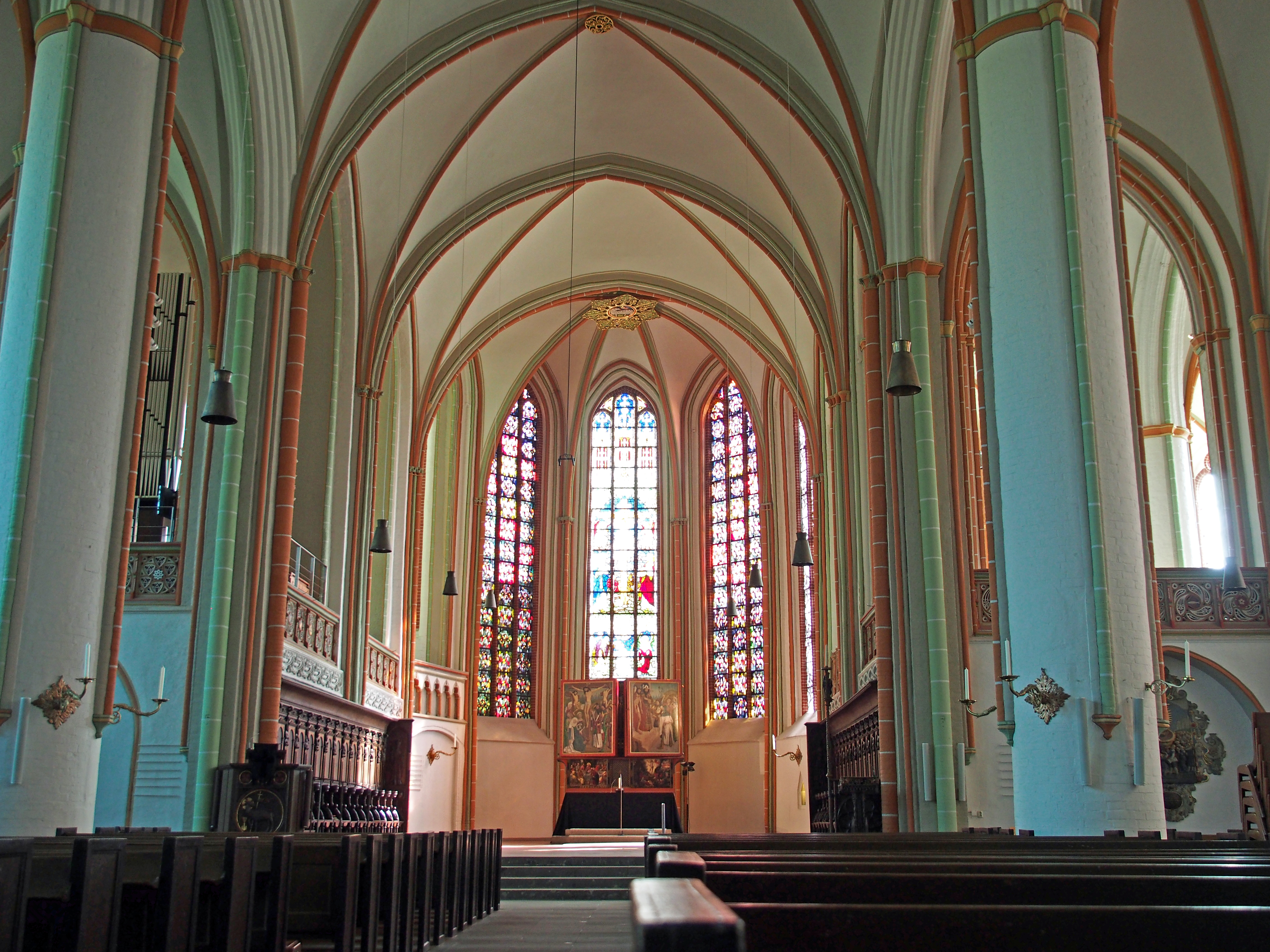
Mittelschiff und Altar

Die fünfschiffige gotische Hallenkirche wurde zwischen 1289 und 1470 erbaut. Eine erste urkundliche Erwähnung des Vorgängerbaus datiert auf 1174. Der Großteil des Kirchengebäudes wurde 1372 fertiggestellt, der Turm 1384 mit einer Höhe von 110 Metern vollendet. Nach einigen weiteren Ausbauten kann der Bau der Kirche im Jahr 1470 als vollendet angesehen werden.
Auffällig ist der leicht schiefe Turm, der mit einer heutigen Höhe von 108,7 Metern – nach der Andreaskirche in Hildesheim – der zweithöchste Kirchturm Niedersachsens ist. Der nach einem durch Blitzschlag verursachten Brand im Jahre 1406 neu errichtete Turm von St. Johannis (Vollendung 1408) wirkt von allen Seiten aus schief: Der Dachstuhl ist im oberen Bereich korkenzieherförmig verformt. Die Turmspitze ist 220 cm aus dem Lot. Der Legende nach hat sich der Baumeister, nachdem er den Fehler bemerkt hatte, aus einem der oberen Fenster des Kirchturmes gestürzt, wurde aber durch einen vorbeifahrenden Heuwagen so glücklich aufgefangen, dass er am Leben blieb.

## Chor mit Elisabeth- und Ursula-Kapelle

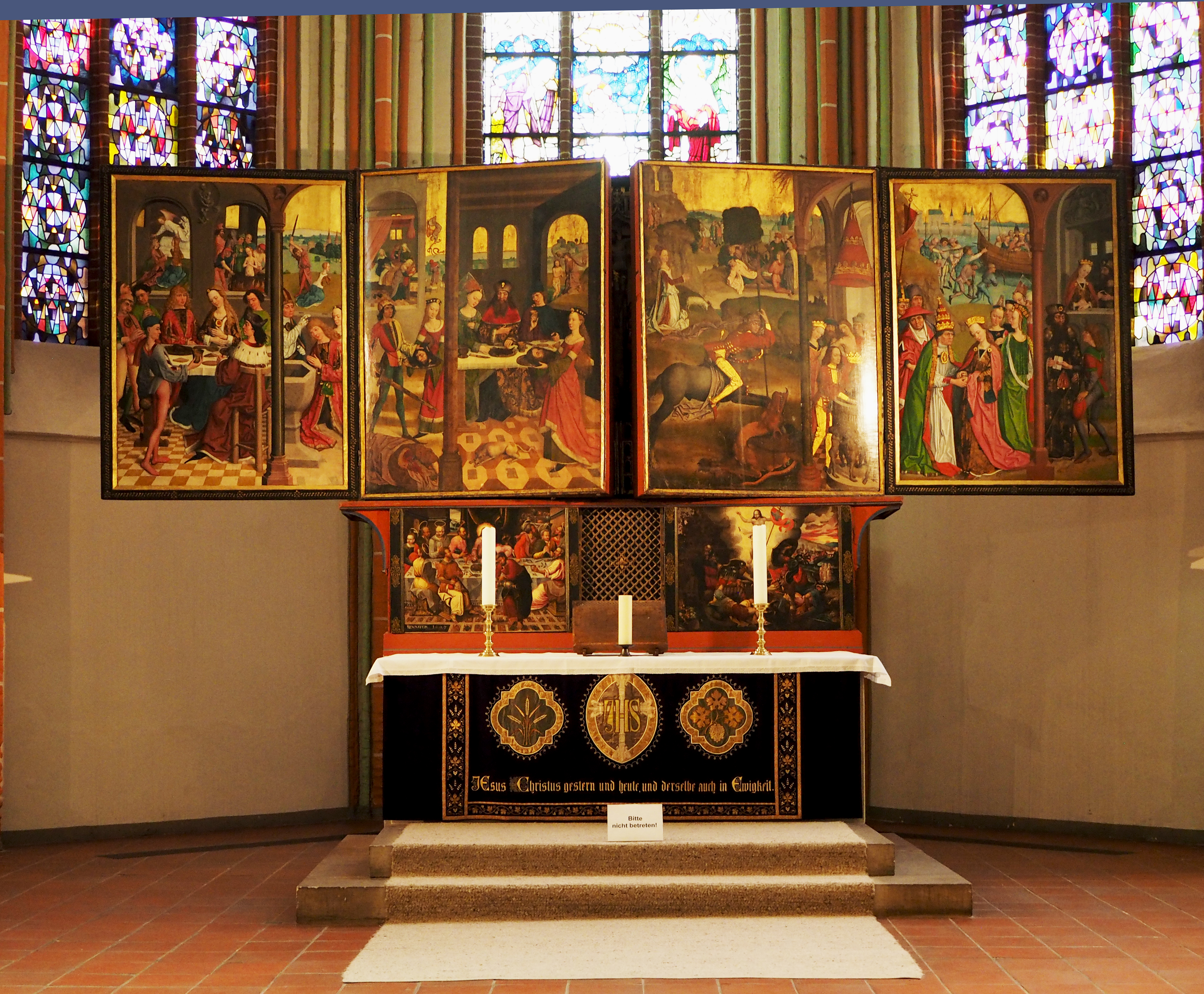
Hauptaltar

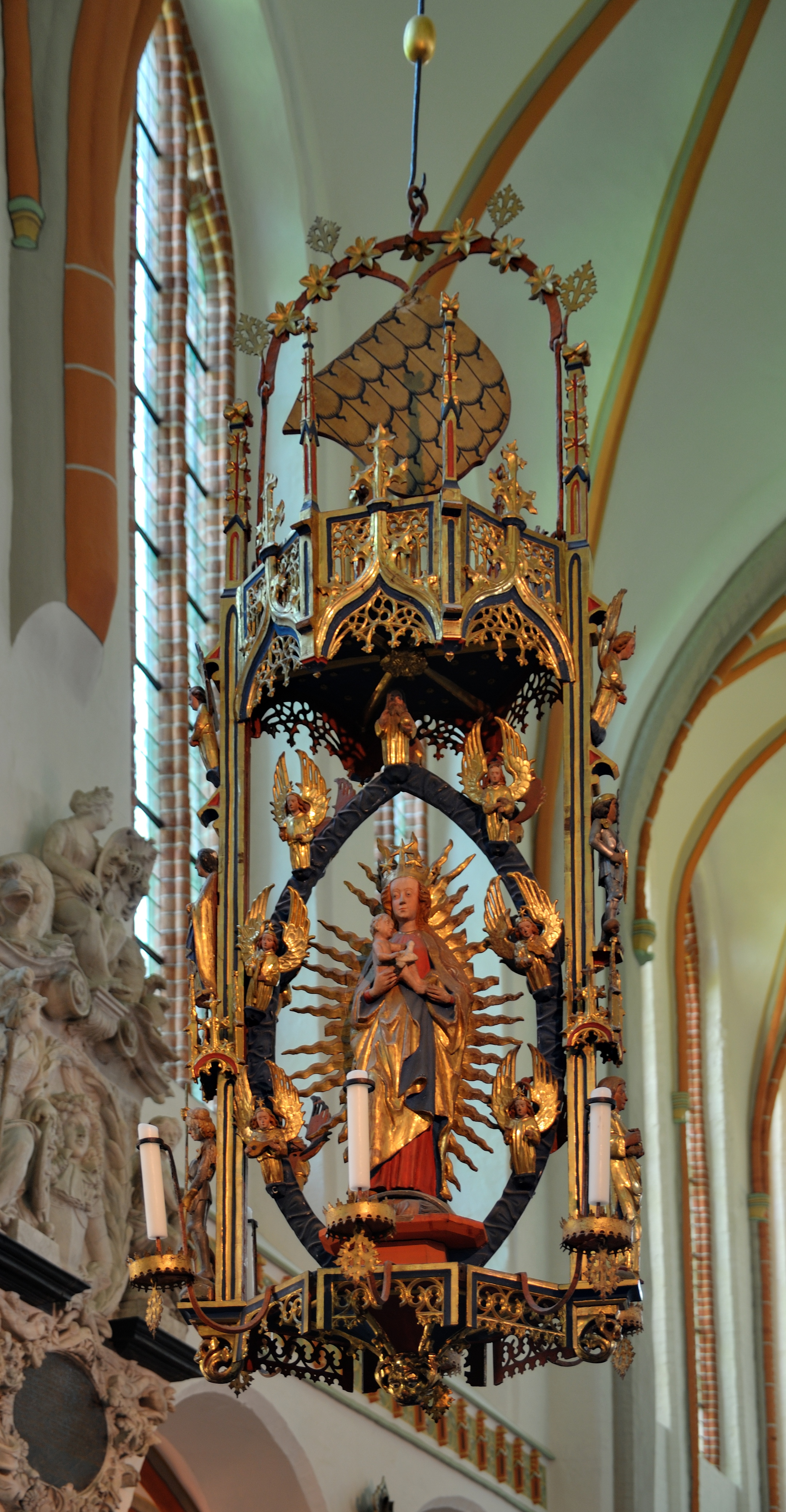
Gotischer Marienleuchter

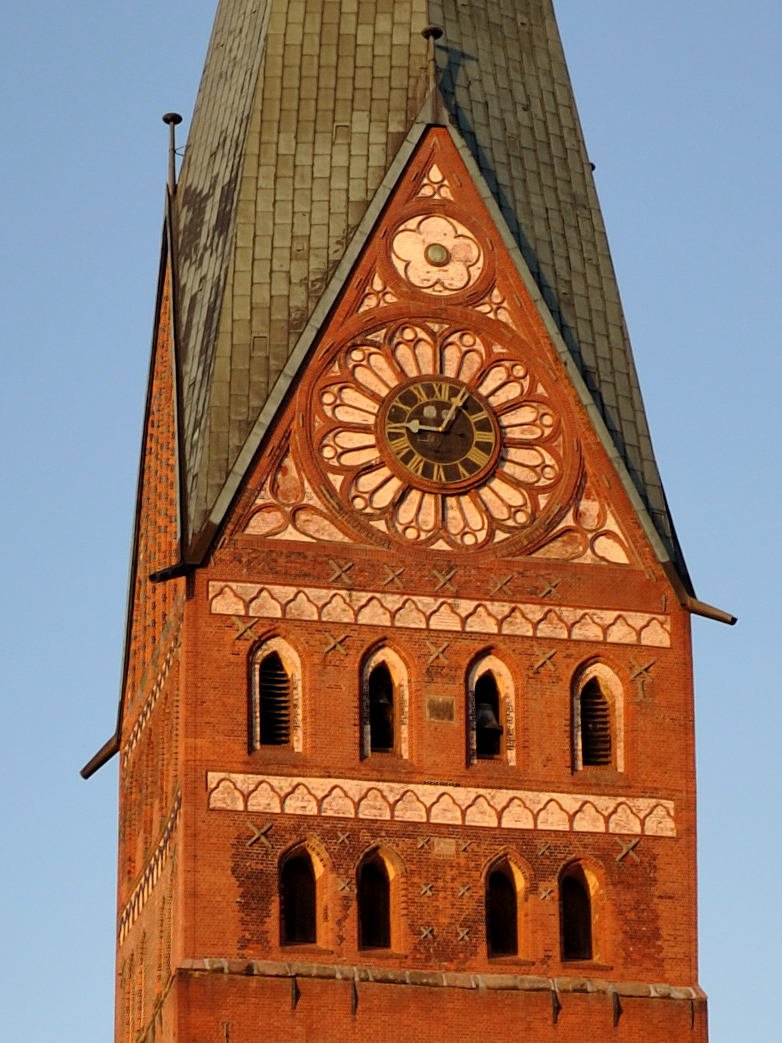
Uhr und Glocken am Kirchturm

Der Schnitzaltar ist ein Meisterwerk aus dem 15. Jahrhundert. Um die Kreuzigung Christi im Zentrum sind links und rechts je sieben Szenen aus der Passions- und Ostergeschichte gruppiert. Zwei Gruppen von zehn Aposteln (oben) und 16 Frauengestalten (unten) rahmen den Zyklus ein. Die Malereien auf den Flügelaußenseiten des Altars (Legenden der heiligen Georg, Johannes, Ursula, Cäcilie) sind bedeutende Beispiele spätmittelalterlicher Malerei in Norddeutschland. Sie stammen vom Hamburger Maler Hinrik Funhof (1482).
Den Chor mit dem Schnitzaltar flankieren die Ursula- und Elisabeth-Kapelle. In der Elisabeth-Kapelle hat Charles Crodel im Jahr 1969 mit seinen Glasmalereien Heinrich Radbrock († 1536), dem letzten katholischen Abt des Zisterzienserklosters Scharnebeck und ab 1533 Superintendent in Lüneburg in den Ostfenstern ein Denkmal gesetzt. Mit den Südfenstern mit 36 kleinen erzählenden Streuscheiben nach Motiven des 148. und 150. Psalmes wird dies zu einer raumumfassenden Verglasung ergänzt.

### Orgeln
In St. Johannis stehen zwei große Orgeln.
Die historische Orgel auf der Westempore wurde 1553 von Hendrik Niehoff und Jasper Johansen fertiggestellt und in den Jahren 1652 und 1715 erweitert. An ihr wirkte 1698 bis 1733 Georg Böhm, der berühmteste St.-Johannis-Kantor, dem hier der junge Johann Sebastian Bach gelauscht haben soll. Einer der Nachfolger Böhms war Johann Christoph Schmügel.
Am 23. Mai 2010 wurde eine weitere Orgel in St. Johannis geweiht. Ihr Klang ist auf die französische Romantik ausgerichtet. Diese Chororgel wurde von Orgelbau Kuhn errichtet.

### Weitere Kunstwerke
Der gotische Marienleuchter ist eine prunkvolle norddeutsche Arbeit aus dem späten 15. Jahrhundert. Er stellt Maria unter einem vergoldeten Baldachin mit dem Kinde im Strahlenkranz dar. Für eine gründliche Innenerneuerung wurden 1856 im Rahmen einer „Bilderstürmerei“ und ähnlich auch 1909 „entbehrliche Schönheiten aus katholischer Zeit“ verkauft. Der Innenraum der Kirche und die historische Orgel wurden 2007 aufwändig renoviert.

### Glocken
St. Johannis verfügt über ein sowohl historisch als auch klanglich wertvolles Geläut aus acht Glocken.
Das Hauptgeläut besteht aus sechs Glocken. Dessen klanglich schönste ist die 1436 von Ghert Klinghe in Bremen gegossene Apostelglocke. Die größte Glocke ist neue Wachtglocke, die 6.965 kg wiegt. Das Nebengeläut bilden die beiden Schellen.
Die alte Wachtglocke mit sechs Tonnen wurde im Ersten Weltkrieg für Rüstungszwecke eingezogen und eingeschmolzen. 2013 wurde entschieden, drei neue Glocken zu gießen, um die älteren zu entlasten. Außerdem mussten noch die Probeglocke, die gesprungen war und die kleine Schelle repariert werden. Es sollte auch eine Nachfolgerin der im Ersten Weltkrieg eingeschmolzenen Wachtglocke gegossen werden. Im Herbst 2013 wurden die Taufglocke (fis′) und die Betglocke (d′) gegossen. Die große Wachtglocke (a°) wurde Anfang 2014 gegossen. Diese drei neuen Glocken stammen aus der Glockengießerei Bachert in Karlsruhe. Am 18. Mai 2014 kamen die fünf Glocken in Lüneburg an; am 22. Juni 2014 wurden sie eingeweiht.
Im Vergleich unter den Geläuten der drei Hauptpfarrkichen hat St. Johannis das schwerste, St. Michaelis das umfangreichste (10 Glocken) und St. Nicolai mit der vom berühmten mittelalterlichen Glockengießer Gerhard van Wou geschaffenen Marienglocke (gestimmt auf a°) das wertvollste Geläut.
| Nr. | Name                 | Gussjahr | Gießer, Gussort                     | Durchmesser (mm) | Gewicht (kg, ca.) | Nominal (HT-1/16) |
| 1   | Wachtglocke          | 2014     | Glockengießerei Bachert, Karlsruhe  | 2089             | 6965              | a0-4              |
| 2   | Apostelglocke        | 1436     | Ghert Klinghe, Bremen               | 1955             | 4860              | h0 –8             |
| 3   | Sonntagsglocke       | 1718     | Johann Christoph Ziegener, Lüneburg | 1604             | 2704              | cis1 –3           |
| 4   | Betglocke            | 2013     | Glockengießerei Bachert, Karlsruhe  | 1543             | 2700              | d1-1              |
| 5   | Probeglocke          | 1607     | Paul Voß, Lüneburg                  | 1354             | 1723              | e1 –2             |
| 6   | Taufglocke           | 2013     | Glockengießerei Bachert, Karlsruhe  | 1223             | 1411              | fis1-2            |
| 7   | Große Schelle        | 1436     | Ghert Klinghe, Bremen               | 875              | 464               | d2 –10            |
| 8   | Kleine Schelle       | 1519     | Hinrik van Kampen, Lübeck           | 762              | 313               | e2 –10            |
| I   | Stundenglocke        | 1516     | Hinrik van Kampen, Lübeck           | 1480             | 1860              | cis1 -5           |
| II  | Viertelstundenglocke | 1600     | Andreas Heineken, Lüneburg          | 823              | 360               | c2-4              |

## Persönlichkeiten
Bekannte Persönlichkeiten, die an der St. Johannis gewirkt haben, waren von 1646 als Pastor und von 1661 bis 1667 als Hauptpastor Caspar Sagittarius, der Vorgänger von Georg Böhm, der Organist Christian Flor, der das Amt von 1676 bis 1697 innehatte, der 1692 amtsenthobene Superintendent Johann Wilhelm Petersen und von 1714 bis 1725 der Superintendent Johann Christopher Jauch. Auch Augustinus van Ghetelen wirkte während der Reformationszeit als Kontroverstheologe an St. Johannis. Der Bibliothekar und Archivar Johann Heinrich Büttner wurde in St. Johannis bestattet.

## Touristische Bedeutung

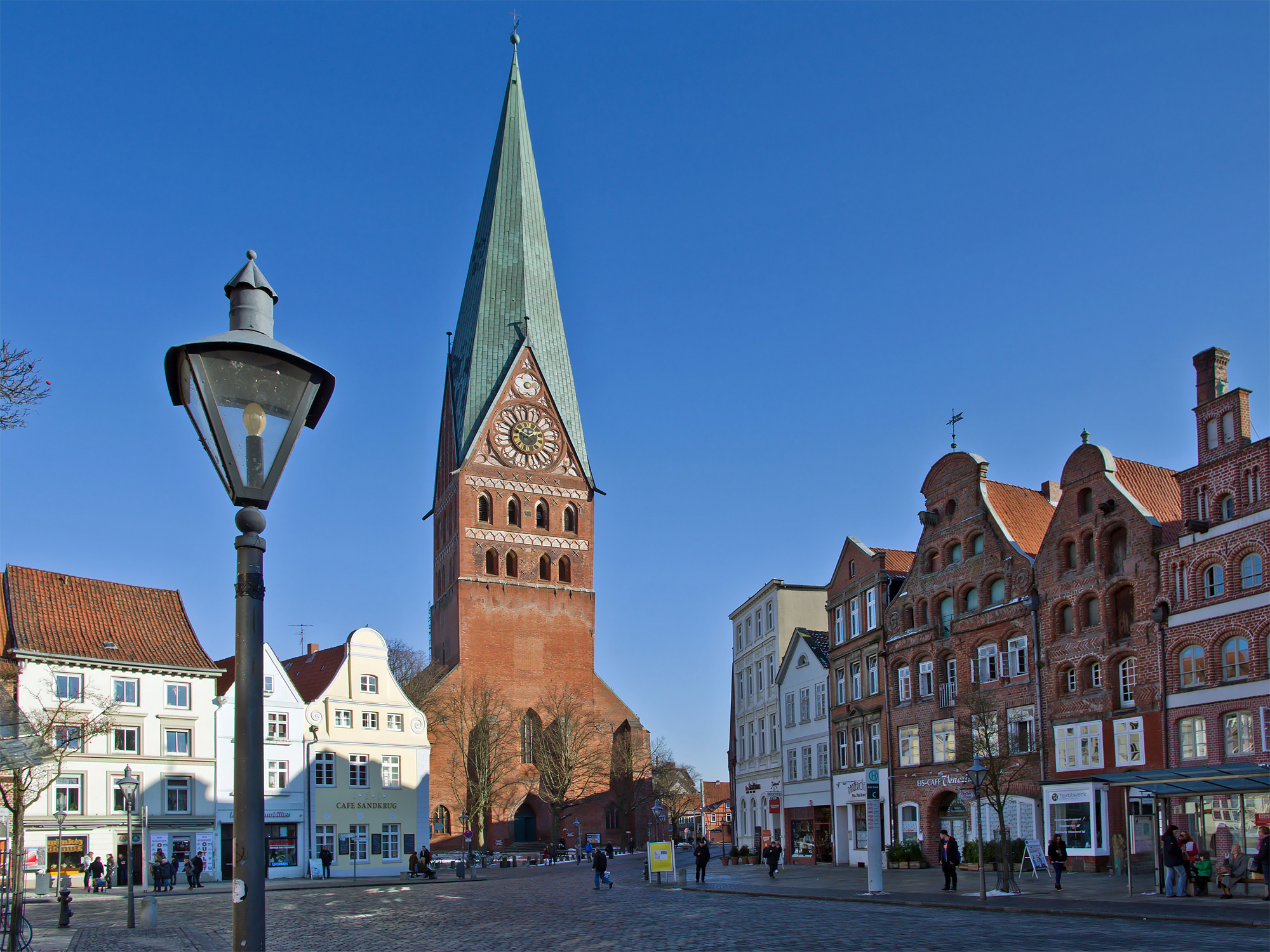
Blick vom Platz „Am Sande“ auf die Westfassade mit Turm

Wie die Kirchen St. Nicolai und St. Michaelis ist auch St. Johannis von hohem touristischen Interesse. Alle drei Kirchen sind bedeutende Bauwerke der Backsteingotik und bilden Stationen auf der Europäischen Route der Backsteingotik. Als verlässlich geöffnete Kirchen sind sie tagsüber, außer zu Gottesdienstzeiten, für Besucher geöffnet.
Die St. Johannis Kirche hat aktuell die folgenden Öffnungszeiten [Stand: 16. September 2024]: Dienstag bis Sonntag von 11:00 bis 17:00 Uhr.